# Alys Faiz
Alys Faiz (Londres, 22 de setembro de 1915 - Lahore, 12 de março de 2003) foi uma poetisa, escritora, jornalista, ativista de direitos humanos, assistente social e professora paquistanesa. Alys nasceu em Londres, mas depois se tornou cidadã naturalizada do Paquistão. Era a esposa de Faiz Ahmed Faiz e mãe de Salima Hashmi e Muneeza Hashmi.

## Biografia
Alys George era filha de um livreiro de Londres e ingressou no Partido Comunista quando adolescente. Ela e sua irmã, Christobel, eram ativas nos círculos esquerdistas na década de 1930 e eram próximas de intelectuais indianos baseados em Londres. Alys serviu como secretária não oficial de Krishna Menon, secretária da Liga da Independência Indiana. Christobel casou-se com o Dr. M.D. Taseer e se juntou a ele na Índia, onde era diretor de uma faculdade. Alys viajou para a Índia em 1938 para visitar sua irmã e, quando eclodiu a Segunda Guerra Mundial, ela decidiu fazer do subcontinente sua casa.

### Casamento e vida no Paquistão
O nikahnama (ato de casamento) entre Alys George e Faiz foi solenizado pelo Sheikh Abdullah em Srinagar em 1941 no Pari Mahal, o palácio de verão do Marajá Hari Singh e onde MD D Taseer, então diretor da S.P. College, estava morando. Alys Faiz juntou-se à equipe editorial do jornal Pakistan Times em 1950, onde Faiz Ahmad Faiz já atuava como editor do jornal. Ela cuidava da seção de mulheres e crianças.

## Morte
Alys Faiz morreu em 12 de março de 2003 em Lahore, Paquistão, em um hospital aos 87 anos. Ela estava doente há algum tempo e ficou confinada em sua casa depois de sofrer uma fratura do osso do quadril em uma queda. Ela foi levada ao departamento de emergência de um hospital local para tratamento e não sobreviveu. Ela foi enterrada no cemitério de Model Town, Lahore, ao lado de seu marido, Faiz Ahmad Faiz, que havia morrido em 20 de novembro de 1984.